# ترير (ألمانيا)
تِرِيَّرْ (بالألمانية: Trier) مدينة تقع جنوب غرب ألمانيا ضمن مقاطعة راينلاند-بالاتينات (تنطق بالألمانية راينلاند-بفالتس وتُكتَب Rheinland Pfalz) التي عاصمتها مدينة ماينتس. تقع مدينة ترير عند ملتقى الثلاث دول: ألمانيا وفرنسا ولكسمبورغ في منطقة خضراء جميلة عند منبع نهر الموزيل، ويبلغ عدد سكانها 105,260 (31-12-2010).
حسب الأسطورة المحلية التي دوّنت سنة 1105 في كتاب «أعمال التريفيريين» (باللاتينية: Gesta    Treverorum) فقد بنى المدينة تريبيتا، (Trebeta) الابن الأكبر للملك الآشوري نينوس وزوجة أبيه الملكة سميراميس أو شميران.
تزّوج الملك الآشوري نينوس من سميراميس بعد وفاة زوجته الأولى، وبعد ممات الملك نينوس كانت سميراميس تحتقر تريبيتا، ابن زوجها، فرحل تريبيتا بعد وفاة والده الملك نينوس إلى خارج المملكة مع أصحابه وخدمه.
وكما تروي قصص التاريخ فقد ابحر عبر البحر الأبيض المتوسط ليبحث عن مكانٍ آمن، بعدها قطع أرضاً قاحلة وبعدها طرقاً جبليّة وعرة إلى أن وصل إلى وادٍ هادئ محاط بالهضاب والجداول والغابات.
بعد أن سُحر بجمال الطبيعة قرر أن يبني مدينةً له مع رفاقه على ضفة نهر موزل (Mosel) أحد فروع نهر الراين. وكان ذلك حوالي عام 2000 قبل الميلاد.
هذه القصّة موجودة ضمن مجموعة من الوثائق البابوية والقصص ووثائق رؤساء الأساقفة للمدينة، هذه المجموعة موجودة الآن في ثلاث مجلدات واسمها باللاتيني Gesta Treverorum
يوجد في قلب المدينة نافورة قديمة اسمها Trebeta-Brunnen «نافورة تريبيتا»
وعبارة لاتينيّة منقوشة على المنزل الأحمر في قلب المدينة، وهي:
ANTE ROMAM TREVIRIS STETIT ANNIS MILLE TRECENTIS.
PERSTET ET ÆTERNA PACE FRVATVR. AMEN

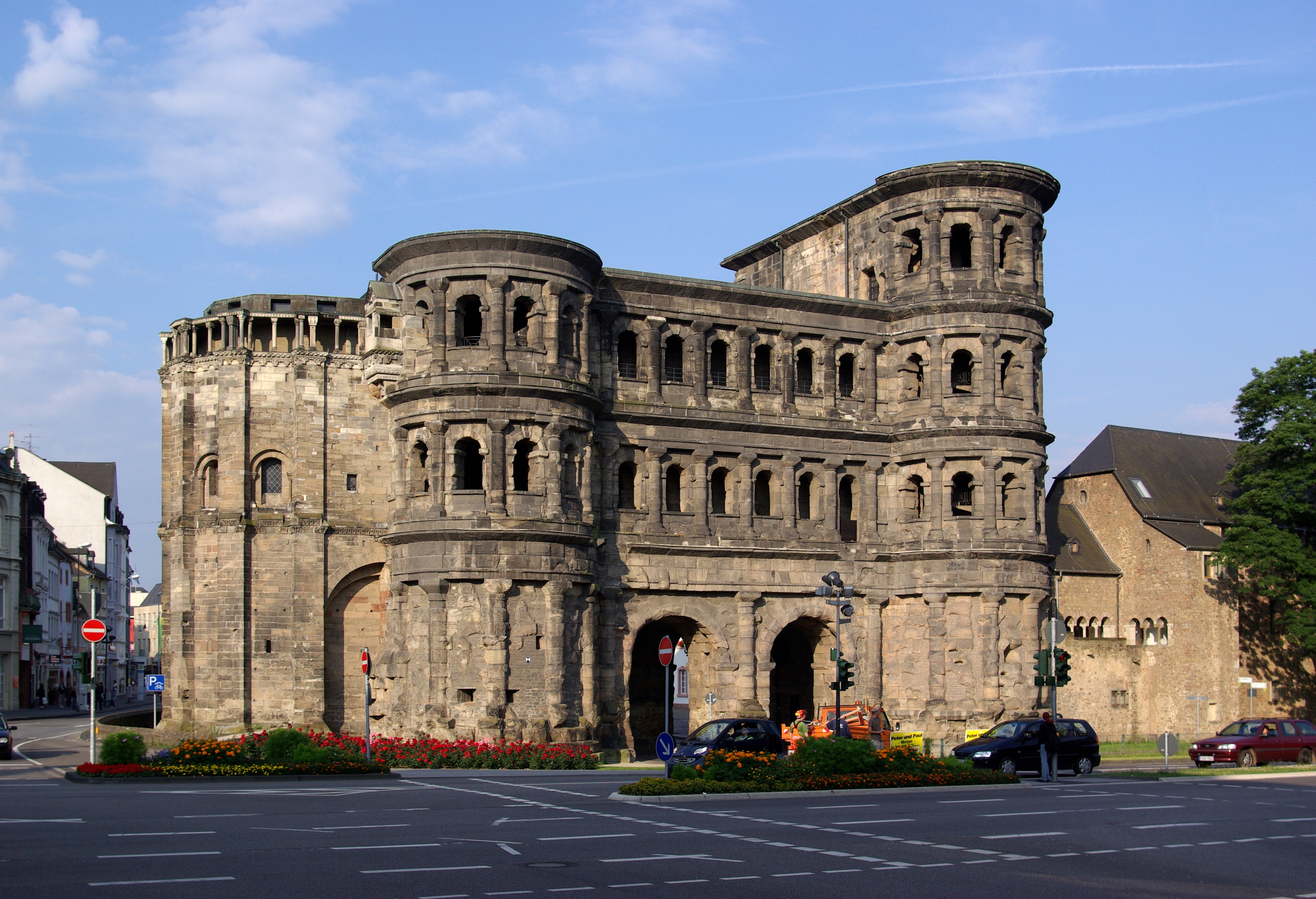
البوابة الرومية السوداء
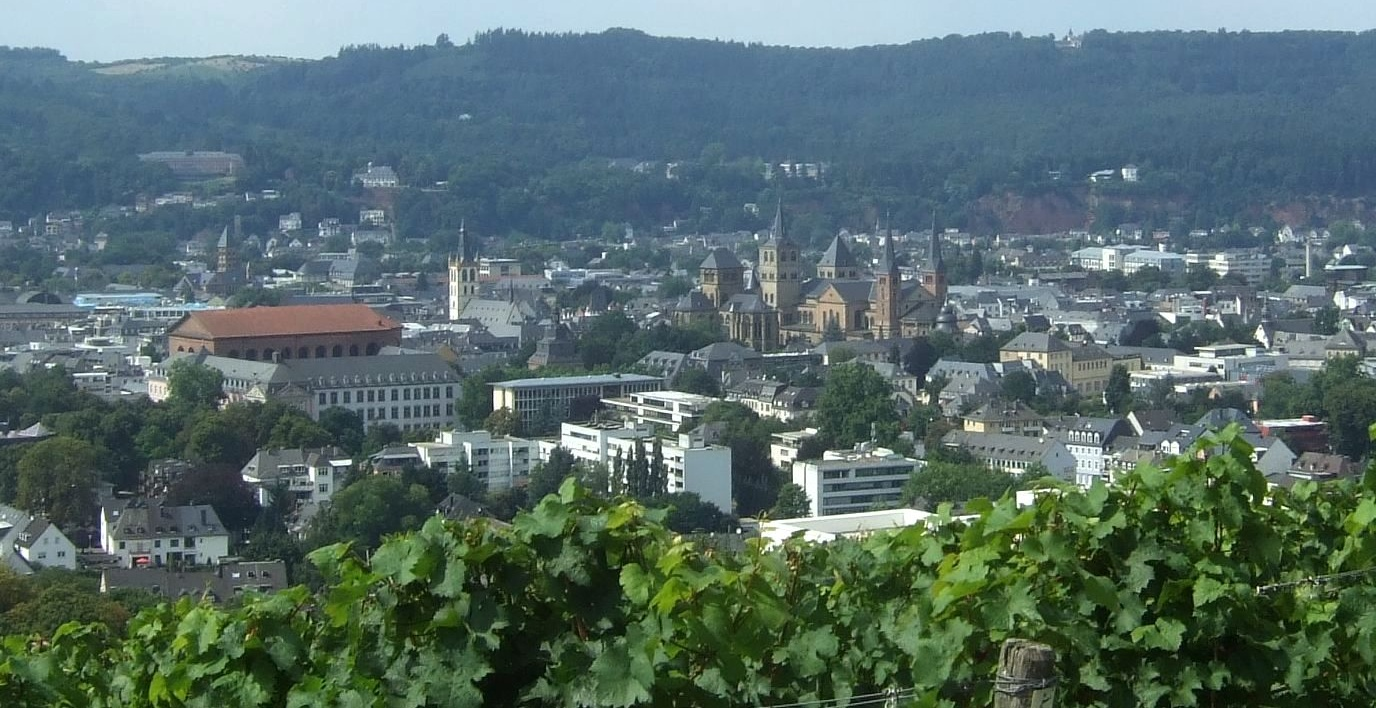
وسط المدينة
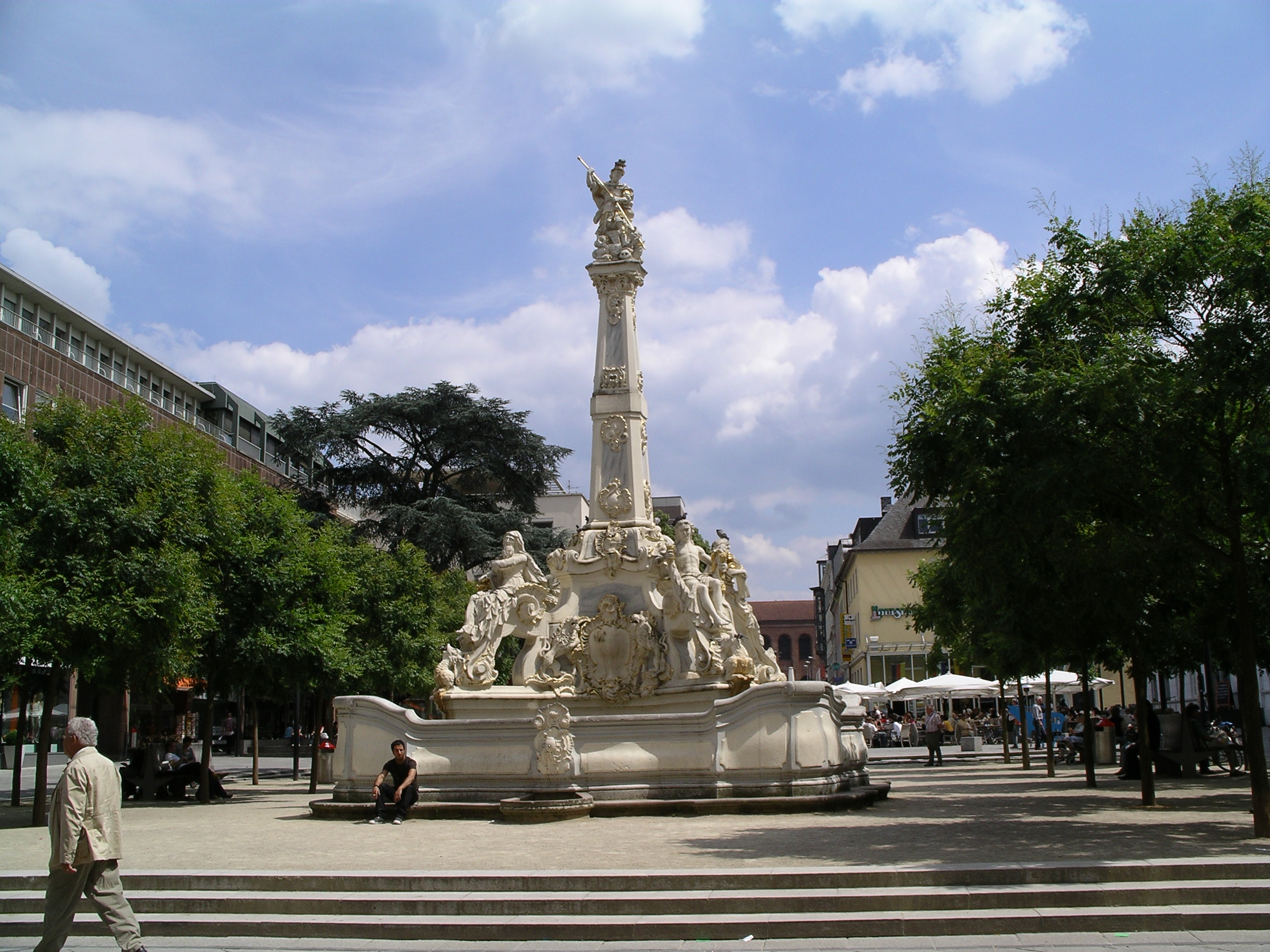
سوق الحبوب
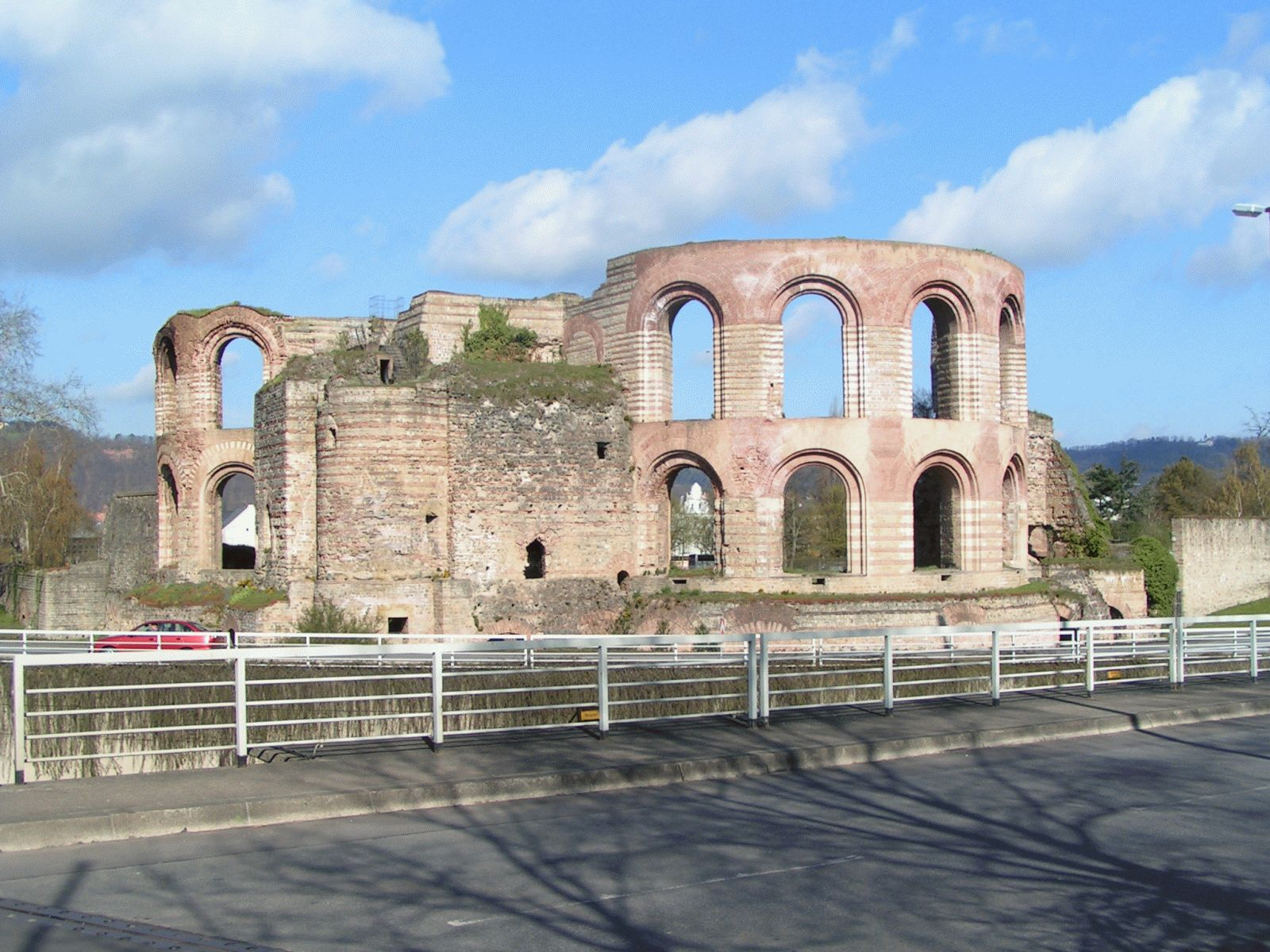
الحمامات الرومانية

## اقرأ أيضا
- نهر الموزيل
- رايشسبورج كوخم
- راينلند بالاتينات